# Anergui
Anergui (en àrab أنرڭي, Anrgī; en amazic ⴰⵏⵔⴳⵉ) és una comuna rural de la província d'Azilal, a la regió de Béni Mellal-Khénifra, al Marroc. Segons el cens de 2014 tenia una població total de 3.570 persones.